# Championnats de Belgique d'athlétisme 2021

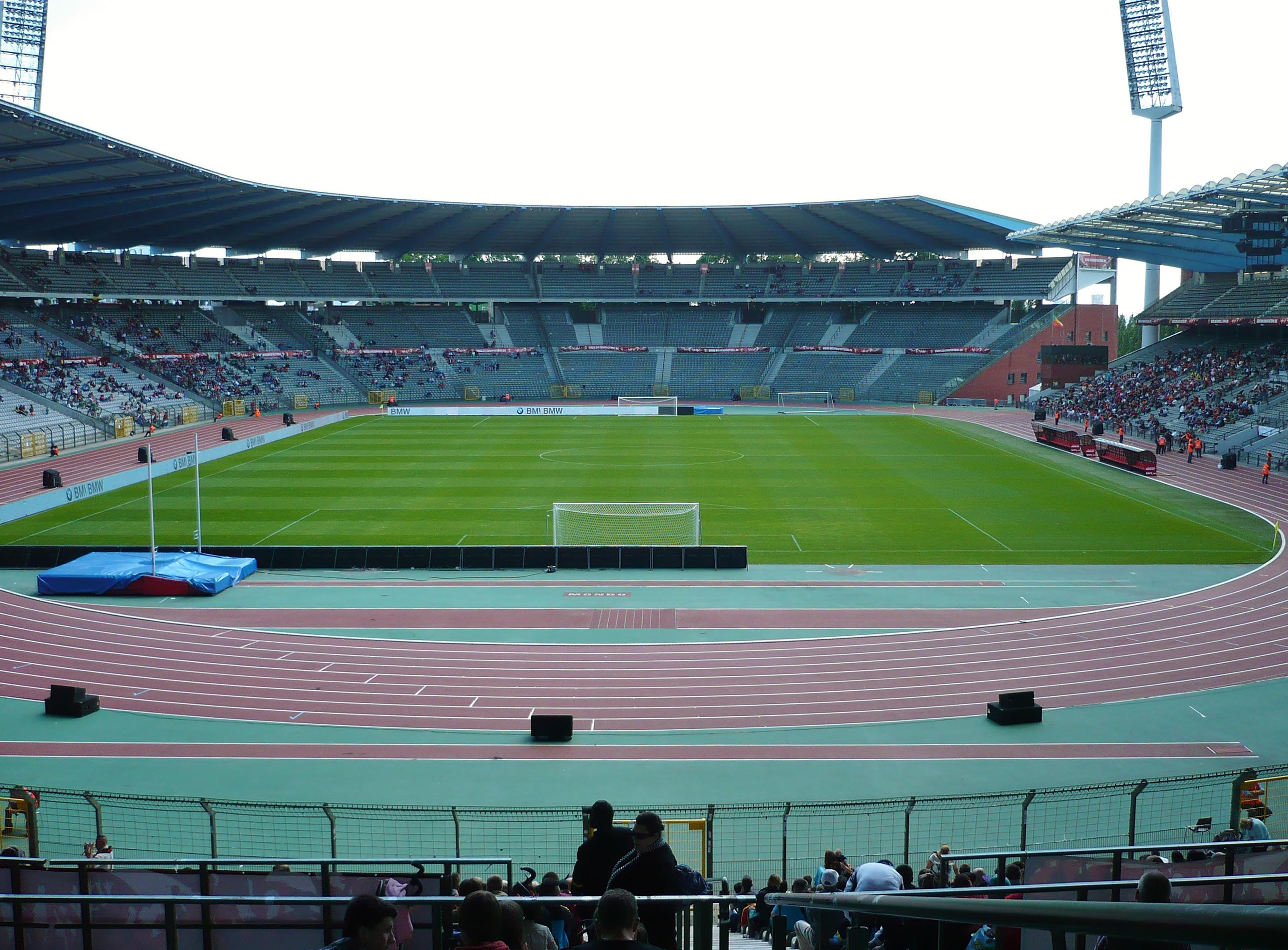
Stade Roi Baudouin de Bruxelles.

En 2021, les championnats de Belgique d'athlétisme toutes catégories se sont déroulés les samedi 26 et dimanche 27 juin au Stade Roi Baudouin à Bruxelles.
Les épreuves du 10.000 m pour les hommes et les femmes ainsi que le 3000 m steeple pour les femmes ont eu lieu le samedi 12 juin à Gentbrugge. Le lancer du marteau à eu lieu à Kessel-Lo.

## 100 m
| Résultat | Athlète              | Performance (-0,6 SP) |
| -------- | -------------------- | --------------------- |
| 1er      | Kobe Vleminckx       | 10,65 s               |
| 2e       | Ward Merckx          | 10,71 s               |
| 3e       | Gaylord Kuba Di-Vita | 10,74 s               |

| Résultat | Athlète                  | Performance (-0,2 SP) |
| -------- | ------------------------ | --------------------- |
| 1re      | Rani Rosius              | 11,39 s               |
| 2e       | Alizée Morency Poilvache | 11,71 s               |
| 3e       | Cloé Chavepeyer          | 11,72 s               |

## 200 m
| Résultat | Athlète            | Performance (+0,3 SP) |
| -------- | ------------------ | --------------------- |
| 1er      | Robin Vanderbemden | 21,08 s               |
| 2e       | Amine Kasmi        | 21,11 s               |
| 3e       | Yoran Deschepper   | 21,35 s               |

| Résultat | Athlète       | Performance (+0,1 SP) |
| -------- | ------------- | --------------------- |
| 1re      | Imke Vervaet  | 23,30 s               |
| 2e       | Rani Rosius   | 23,49 s               |
| 3e       | Manon Depuydt | 23,70 s               |

## 400 m
| Résultat | Athlète         | Performance |
| -------- | --------------- | ----------- |
| 1er      | Alexander Doom  | 45,34 s     |
| 2e       | Jonathan Sacoor | 46,06 s     |
| 3e       | Dylan Borlée    | 46,08 s     |

| Résultat | Athlète              | Performance |
| -------- | -------------------- | ----------- |
| 1re      | Naomi Van Den Broeck | 52,72 s     |
| 2e       | Camille Laus         | 53,41 s     |
| 3e       | Hanne Maudens        | 53,43 s     |

## 800 m
| Résultat | Athlète           | Performance |
| -------- | ----------------- | ----------- |
| 1er      | Eliott Crestan    | 1.48.45     |
| 2e       | Aurèle Vandeputte | 1,48,79     |
| 3e       | Tibo De Smet      | 1.49.28     |

| Résultat | Athlète          | Performance |
| -------- | ---------------- | ----------- |
| 1re      | Camille Muls     | 2,05,85     |
| 2e       | Vanessa Scaunet  | 2.06.16     |
| 3e       | Rani Baillievier | 2.06.77     |

## 1500 mètres
| Résultat | Athlète         | Performance |
| -------- | --------------- | ----------- |
| 1er      | Peter Callahan  | 3.40.51     |
| 2e       | Ruben Verheyden | 3.44.73     |
| 3e       | Sven Bombeke    | 3.45.59     |

| Résultat | Athlète           | Performance |
| -------- | ----------------- | ----------- |
| 1re      | Élise Vanderelst  | 4.15.09     |
| 2e       | Sofie Van Accom   | 4.16.33     |
| 3e       | Lindsey De Grande | 4.17.92     |

## 5000 m
| Résultat | Athlète            | Performance |
| -------- | ------------------ | ----------- |
| 1er      | Soufiane Bouchikhi | 13.30.98    |
| 2e       | Michael Somers     | 13.39.53    |
| 3e       | Sander Vercauteren | 14.08.52    |

| Résultat | Athlète          | Performance |
| -------- | ---------------- | ----------- |
| 1re      | Febe Triest      | 16.34.26    |
| 2e       | Florence De Cock | 16.36.59    |
| 3e       | Juliette Thomas  | 16.51.74    |

## 10 000 m
| Résultat | Athlète           | Performance |
| -------- | ----------------- | ----------- |
| 1er      | Lucas Da Silva    | 29.38,50    |
| 2e       | Steven Casteele   | 29.44,48    |
| 3e       | Bjarne Rasschaert | 29.54,64    |

| Résultat | Athlète                   | Performance |
| -------- | ------------------------- | ----------- |
| 1re      | Florence De Cock          | 34.26,65    |
| 2e       | Lore Tack                 | 35.49,84    |
| 3e       | Marta Alexandra Chylinski | 36.36,48    |

## 110 m haies/100 m haies
| Résultat | Athlète               | Performance (+0,6 SP) |
| -------- | --------------------- | --------------------- |
| 1er      | Michael Obasuyi       | 13,32 s               |
| 2e       | François Grailet      | 13,93 s               |
| 3e       | Nolan Vancauwemberghe | 14,13 s               |

| Résultat | Athlète                 | Performance (-0,1 SP) |
| -------- | ----------------------- | --------------------- |
| 1re      | Anne Zagré              | 12.94 s               |
| 2e       | Eline Berings           | 13,26 s               |
| 3e       | Siliane Vancauwemberghe | 13,86 s               |

## 400 m haies
| Résultat | Athlète               | Performance |
| -------- | --------------------- | ----------- |
| 1er      | Tuur Bras (nl)        | 50,58 s     |
| 2e       | Dries Van Nieuwenhove | 50,73 s     |
| 3e       | Dylan Owusu           | 51,54 s     |

| Résultat | Athlète        | Performance |
| -------- | -------------- | ----------- |
| 1re      | Hanne Claes    | 57,28 s     |
| 2e       | Ilana Hanssens | 59,68 s     |
| 3e       | Margaux Bastil | 60,30 s     |

## 3000 m steeple
| Résultat | Athlète          | Performance |
| -------- | ---------------- | ----------- |
| 1er      | Tim Van de Velde | 9.06.03     |
| 2e       | Lucas Da Silva   | 9.11.62     |
| 3e       | Lucas Lievens    | 9.21.96     |

| Résultat | Athlète         | Performance |
| -------- | --------------- | ----------- |
| 1re      | Eline Dalemans  | 10.41,21    |
| 2e       | Chiara Wastijn  | 11.36,51    |
| 3e       | Zarah Steurbaut | 11.37,70    |

## Saut en longueur
| Résultat | Athlète             | Performance       |
| -------- | ------------------- | ----------------- |
| 1er      | Mathias Broothaerts | 7,50 m (-0,3 m/s) |
| 2e       | Arnaud Caluwe       | 7,24 m (+1,4 m/s) |
| 3e       | Kwinten Torfs       | 7,19 m (+0,7 m/s) |

| Résultat | Athlète          | Performance       |
| -------- | ---------------- | ----------------- |
| 1re      | Bo Brasseur      | 6,04 m (-0,3 m/s) |
| 2e       | Stefanie Brosens | 6,04 m (+0,3 m/s) |
| 3e       | Ilona Masson     | 5,97 m (-1,1 m/s) |

## Triple saut
| Résultat | Athlète         | Performance        |
| -------- | --------------- | ------------------ |
| 1er      | Björn De Decker | 15,09 m (+0,8 m/s) |
| 2e       | Desire Kingunza | 14,91 m (+0,2 m/s) |
| 3e       | Gregory Geerts  | 14,51 m (+1,2 m/s) |

| Résultat | Athlète          | Performance        |
| -------- | ---------------- | ------------------ |
| 1re      | Elsa Loureiro    | 12,89 m (+0,0 m/s) |
| 2e       | Ilona Masson     | 12,70 m (+1,2 m/s) |
| 3e       | Sietske Lenchant | 12,36 m (+1,2 m/s) |

## Saut en hauteur
| Résultat | Athlète       | Performance |
| -------- | ------------- | ----------- |
| 1er      | Thomas Carmoy | 2,23 m      |
| 2e       | Giebe Algoet  | 2,15 m      |
| 3e       | Arne Min      | 2,15 m      |

| Résultat | Athlète       | Performance |
| -------- | ------------- | ----------- |
| 1re      | Zita Goossens | 1,90 m      |
| 2e       | Merel Maes    | 1,88 m      |
| 3e       | Claire Orcel  | 1,88 m      |

## Saut à la perche
| Résultat | Athlète             | Performance |
| -------- | ------------------- | ----------- |
| 1re      | Robin Bodart        | 5,25 m      |
| 2e       | Thomas Van Nuffelen | 5,00 m      |
| 3e       | Frederik Ausloos    | 4,60 m      |

| Résultat | Athlète          | Performance |
| -------- | ---------------- | ----------- |
| 1re      | Fanny Smets      | 4,40 m      |
| 2e       | Chloé Henry      | 4,20 m      |
| 3e       | Fleur Hooyberghs | 4,10 m      |

## Lancer du poids
| Résultat | Athlète             | Performance |
| -------- | ------------------- | ----------- |
| 1er      | Matthias Quintelier | 18,10 m     |
| 2e       | Philip Milanov      | 17,32 m     |
| 3e       | Jarno Wagemans      | 15,66 m     |

| Résultat | Athlète          | Performance |
| -------- | ---------------- | ----------- |
| 1re      | Elena Defrère    | 15,18 m     |
| 2e       | Nafissatou Thiam | 14,99 m     |
| 3e       | Sietske Lenchant | 13,54 m     |

## Lancer du disque
| Résultat | Athlète        | Performance  |
| -------- | -------------- | ------------ |
| 1er      | Philip Milanov | 61,36 mètres |
| 2e       | Lars Coene     | 49,32 mètres |
| 3e       | Edwin Nys      | 48,68 mètres |

| Résultat | Athlète            | Performance  |
| -------- | ------------------ | ------------ |
| 1re      | Babette Vandeput   | 51,45 mètres |
| 2e       | Anouska Hellebuyck | 49,92 mètres |
| 3e       | Katelijne Lyssens  | 49,71 mètres |

## Lancer de javelot
| Résultat | Athlète             | Performance  |
| -------- | ------------------- | ------------ |
| 1er      | Timothy Herman      | 71,52 mètres |
| 2e       | Jonas De Busscher   | 62,16 mètres |
| 3e       | Bram Van der Reysen | 61,59 mètres |

| Résultat | Athlète         | Performance  |
| -------- | --------------- | ------------ |
| 1re      | Pauline Smal    | 46,23 mètres |
| 2e       | Sarah Vermeir   | 43.54 mètres |
| 3e       | Cassandre Evans | 43,17 mètres |

## Lancer du marteau
| Résultat | Athlète          | Performance |
| -------- | ---------------- | ----------- |
| 1er      | Remi Malengreaux | 64,00 m     |
| 2e       | Kobe Gieghase    | 58,03 m     |
| 3e       | Orry Willems     | 57,58 m     |

| Résultat | Athlète               | Performance  |
| -------- | --------------------- | ------------ |
| 1re      | Vanessa Sterckendries | 68,92 mètres |
| 2e       | Ilke Lagrou           | 57.57 mètres |
| 3e       | Evi Vercruysse        | 51,89 mètres |

## Sources
- Ligue belge francophone d'athlétisme
- Ligue belge flamande d'athlétisme
- Résultats